# 鈴木ふみ奈
鈴木 ふみ奈（すずき ふみな、1990年〈平成2年〉7月5日 - ）は、日本のグラビアアイドル、女優。埼玉県出身。オフィスポケット所属。愛称はふみにゃん。

## 略歴
日本大学芸術学部音楽学科サックス専攻卒業。
2009年より雑誌のグラビアページに登場して以降、各雑誌のグラビアに掲載され、名前が知られることとなった。2010年にはテレビにも登場し、同年9月には初のイメージDVDを発売。
2011年2月には「ミスFLASH2011」グランプリ。「ミスFLASH2011」出場者で結成された「G☆Girls」に参加。
2015年8月24日、ベルサール秋葉原で開催された第3回「AKIBA TOKYO COLLECTION」において、人気グラビアアイドル総勢30人超参加のコスプレファッションショーが行われ、グランプリを獲得。
2017年4月10日発売の『週刊プレイボーイ』（17号、集英社）の企画「グラドルくびれ番付2017」にて東の横綱に選出された。これまでに「美尻番付」（2015年）、「おっぱい番付」（2016年）でも横綱に選出されており、同誌グラドル番付企画にて胸・尻・腰の3冠を達成した。
2018年7月17日、世界で最も歴史のあるミス・コンテスト「ミス・ワールド」の2018年度日本代表を決める「ミス・ワールド・ジャパン2018」のファイナリスト30名に選ばれた。
2018年8月28日、「ミス・ワールド・ジャパン2018」で上位10名まで残り、グランプリは逃したものの審査員特別賞を受賞し、Web投票など一般投票で競った「マルチメディア部門」においても1位に輝いた。
2023年12月26日、『週刊SPA!』（扶桑社）の「グラビアン魂アワード2023」にて、みうらじゅん個別賞「カムバック森の妖精賞」を受賞。

## 人物・エピソード
- 特技はサックス演奏、ピアノ（幼稚園から続けている）、腕を組んで体を一周、ハイキック、殺陣、ハンドスプリング、スマイル[1]、色鉛筆イラスト[14]。
- 趣味は麻雀、読書（ビジネス書）[1]。
- 高校は吹奏楽で知られる学校で、「関東大会で金賞を受賞」とのこと。
- 芸能界デビューのきっかけは、親友がタレントとして所属している事務所のイベントに遊びに行った先でのスカウト。更衣室で着替えをしているところを間違えて入って来たマネジャーに見られたことがグラビアを始めるきっかけになったという[3][15]。
- 有名キャラクターのコスプレをすることもある[16]。

## 作品

### イメージDVD
※太字タイトルはBD版も同時発売。
- ピュア・スマイル（2010年9月17日、竹書房）
- ミスFLASH2011（2011年3月30日、イーネット・フロンティア）
- ふみにゃん（2011年6月24日、竹書房）
- 恋ふみ（2011年9月20日、ラインコミュニケーションズ）[17]
- ふみきゅん1 じゅーしーピーチ（2011年12月17日、晋遊舎）
- ふみきゅん2 ぷるるんプリン（2011年12月17日、晋遊舎）
- フミナップル!（2012年5月23日、イーネット・フロンティア）[18]
- ふみもも ～ちゅらふみネェネ～（2012年9月20日、ラインコミュニケーションズ）[19]
- フミナップル2（2012年12月20日、イーネット・フロンティア）[20]
- ふみなの実（2013年4月26日、竹書房）[21]
- ふみなの雫（2013年7月20日、ラインコミュニケーションズ）[22][23]
- 極上フミナップル!（2013年10月24日、イーネット・フロンティア）[24]
- フミプリン（2014年1月20日、ラインコミュニケーションズ）[25][26]
- ふみぱい（2014年6月20日、竹書房）[27]
- ふみきっす（2014年9月25日、イーネット・フロンティア）[28]
- 僕だけのふみ奈先生（2015年1月20日、ラインコミュニケーションズ）[29][30]
- 甘ふみ×熱ふみ（2015年5月20日、ラインコミュニケーションズ）[31][32]
- VENUS☆FUMINA（2015年9月18日、イーネット・フロンティア）[33]
- ふみ、たわわ。（2015年12月15日、ラインコミュニケーションズ）[34][35]
- メロンの福音（2016年4月22日、竹書房）[36]
- ふみももリターンズ（2016年7月20日、ラインコミュニケーションズ）[37][38]
- with（2016年10月28日、エスデジタル）[39][40]
- Golden Smile（2019年2月20日、ラインコミュニケーションズ）[41][42]
- CURE（2020年5月20日、ラインコミュニケーションズ）[43][44]
- mung ming －ムンミン－（2023年10月24日、エアーコントロール）[45]
- frunflynn フルンフリン（2024年10月22日、エアーコントロール）[46]

### VR
- トキメキメテオ3DVR・ゴーグル付き鈴木ふみ奈（2017年10月19日、ギルド）

### 写真集
- 奇跡のH。（2015年7月17日、リイド社、撮影：河野英喜）ISBN 978-4845844128[4]
- Maganda!（2016年8月23日、双葉社、撮影：木村晴）ISBN 978-4575311624[47]
- FISH（2017年9月4日、リイド社、撮影：河野英喜）ISBN 978-4845851232[48]
- Leap（2021年7月21日、KADOKAWA、撮影：田中智久）ISBN 978-4046053039[49]
- LOVE&PEACE（2023年7月25日、玄光社、撮影：鈴木ゴータ）ISBN 978-4768318041[50]
- FLY HIGH（2024年9月5日、玄光社、撮影：鈴木ゴータ）ISBN 978-4768319659[51]

### オムニバス写真集
- wrap the BOOBs 2 着衣巨乳写真集（2018年5月2日、一迅社、撮影：須崎祐次）ISBN 978-4758015981[52] ※モデル参加
- 巨乳たちの世界一えっちなハローワーク（2019年7月17日、一迅社、撮影：須崎祐次）ISBN 978-4758016346 ※モデル参加

### トレーディングカード
- 鈴木ふみ奈 ファースト・トレーディングカード（2016年4月2日、ヒッツ）
- 鈴木ふみ奈 Vol.2 トレーディングカード（2022年12月10日、ヒッツ）[53]
- 鈴木ふみ奈 Vol.3 トレーディングカード（2024年6月22日、ヒッツ）[54]
- 鈴木ふみ奈 Vol.4 トレーディングカード（2025年7月12日、ヒッツ）[55]

## 出演

### テレビドラマ
2011年
- 仮面ライダーフォーゼ 第9話（10月30日、テレビ朝日） - 水泳部・女子（有馬ひろみ） 役

2013年
- 大河ドラマ「八重の桜」（NHK総合） - 女紅場生徒 役

2015年
- 問題のあるレストラン（フジテレビ） - クラブホステス 役
- オトナ女子 第3話（10月29日、フジテレビ） - 女子社員 役

2017年
- SRサイタマノラッパー〜マイクの細道〜 第4話（4月29日〈28日深夜〉、テレビ東京） - ギャル 役

2018年
- Friend-Ship Project 〜短期集中講座〜「嫌いな人を好きになる方法」（3月21日、テレビ東京） - OL 役
- 魔法×戦士 マジマジョピュアーズ! 第36話（12月2日、テレビ東京） - 秘書 役

2019年
- フルーツ宅配便 第4話・第6話（2月2日・16日、テレビ東京）

2021年
- 桜の塔（4月15日 - 6月10日、テレビ朝日） - ホステスの重美 役

2022年
- おいハンサム!! 第6話（2月12日、東海テレビ制作・フジテレビ系列） - 里香の元彼氏の彼女 役
- 特捜9 season5 第2話（4月13日、テレビ朝日） - 遠野紗里 役

2023年
- クールドジ男子 第10話（6月17日、テレビ東京）

2025年
- 連続テレビ小説 あんぱん 第104回（8月21日、NHK） - ホステス 役

### バラエティ
2010年
- ランク王国（2月、TBS）
- 踊る!さんま御殿!!（3月、日本テレビ） - 再現VTR
- 全力坂（6月、テレビ朝日）
- 『ぷっ』すま（7月、テレビ朝日）

2011年
- どれみふぁワンダーランド（1月22日、NHK / BS2）
- ゲーマーズTV 夜遊び三姉妹（3月25日、日本テレビ）
- Dokumo Cafe TV（6月19日、TOKYO MX） - 同じミスFLASH2011の斎藤眞利奈と出演
- ジョージ・ポットマンの平成史「巨乳史」（10月23日、テレビ東京） - モデルとして出演
- つんつべ♂（11月11日・18日・25日、TOKYO MX） - G☆Girls代表として黒田有彩・仁藤みさきと一緒に出演

2012年
- 女神降臨（1月6日、MONDO TV）

2013年
- 絶対防衛レヴィアタン（4月 - 6月、テレビ東京） - レヴィアタン公式コスプレイヤー

2016年
- 水曜日のダウンタウンSP（6月15日、TBS） - ほかの出演者にばれないよう博多大吉の指示通りにコメントするという「グラドルが芸人の言う通り発言すれば面白い説」の仕掛け人として出演

2017年
- 水曜日のダウンタウン（4月12日、TBS） - 服の背面が切り取られて丸出しという状態でデートをばれずに完遂する「びんぼっちゃまチャレンジ」にリベンジしたオードリー春日のデート相手として出演、実は自身もびんぼっちゃまスタイルで春日を騙すという仕掛け人役

2018年
- 水曜日のダウンタウン こち亀検証SP（4月11日、TBS） - 『こちら葛飾区亀有公園前派出所』の劇中にあった「裸にラップを30cm巻いたら見えなくなるのか」という検証にラップを巻かれるモデルとして出演

### ラジオ
- サタデーキューティナイト アイドルスタジオNo.1（2011年2月12日、ニッポン放送） - ミスFLASH2011として出演
- 劇団サンバカーニバル（2011年8月20日、FM-FUJI） - G☆Girls（ミスFLASH2011）として斎藤眞利奈・仁藤みさきと一緒に出演[注 3]
- IBSウィンターフェスタ2011イオンモール水戸内原（2011年11月23日、茨城放送） - グラビアアイドルグループ「G☆Girls」として出演
- サニチルのスーパーラジオ（かわさきFM）

### 映画
- 東京無国籍少女（2012年、監督：山岸謙太郎）[58] - 主演・浅倉マミ 役
- 鐘が鳴りし、少女達は銃を撃つ（2014年3月、監督：山岸謙太郎）[59] - フミ 役
- ギャングース（2018年11月、監督：入江悠） - チカ 役
- 仮面ライダー 令和 ザ・ファースト・ジェネレーション（2019年、監督：杉原輝昭） - セクシーダイナマイト 役[60][61]
- 麻雀放浪記2020（2019年4月、監督：白石和彌） - 麻雀アイドル 役
- エッシャー通りの赤いポスト（2021年12月、監督：園子温） - 瀬奈梨々香 役
- 終わりが始まり（2022年5月27日、監督：中前勇児） - ルカ 役[62]
- シティ―ハンター（2024年4月25日、監督：佐藤祐市[63]）

### ネットムービー
- ネット版 仮面ライダーフォーゼ みんなで授業キターッ! - 有馬ひろみ 役
- 緊急事態宣言 第2話「孤独な19時」（2020年8月、監督：園子温） - 謎のカップル 役

### ネット配信
- スクランブルエッグon the Web 表紙モデル&Recommended Eggs（2010年10月6日、スクランブルエッグ）[64]
- 鈴木ふみ奈の挑戦（2012年11月13日 - 2014年6月24日、テレ朝動画、全84回）[65]
- グラドルデリバリー箱（2017年1月27日、360Channel）[66][67]
- 麻雀最強戦2019（2019年、AbemaTV・CSテレ朝チャンネル[68]） - アシスタント[69]

### 音声配信
- よゐこ有野のノーギャラジオ（2022年7月18日、Radiotalk）[70]
- 風吹ケイのKラジオ（2023年9月13日[71]、20日[72]、AuDee）

### イベント
- オフィスポケットWANGAN2008コラボ撮影会（2010年2月27日）
- 鈴木ふみ奈ファーストDVD発売記念オフィスポケット撮影会（2010年10月3日）
- オフィスポケット撮影会（2011年1月9日）

### 舞台
- 朗読劇「マシーナリー*マテリアル」（2011年2月24日 - 27日、シアターKASSAI） - ミカ 役（ダブルキャスト、月組）
- アリスインプロジェクト「まなつの銀河に雪のふるほし」（2012年3月1日、品川・六行会ホール） - 木在綴 役（日替わりゲスト）
- 月下のオーケストラ（2012年4月11日 - 17日、シアターグリーンBIG TREE THEATER）
- シアターKASSAIプロデュース 劇団6番シード&バンタムクラスステージコラボ公演「6C×BCS 〜夏のショートストーリーズ〜」（2014年8月20日 - 31日、シアターKASSAI） - 夢見輝 役
- DMM.yell presents 舞台「熱いぞ!猫ヶ谷!!」（2016年3月16日 - 20日、品川プリンスホテル クラブeX） - 西城美土里 役
- ミュージカル「悪ノ娘」（2017年6月4日 - 11日、あうるすぽっと） - ジェルメイヌ＝アヴァドニア 役
- 朝劇 西新宿「愛の回転式」（2017年10月4日、GLASS DANCE 新宿） - ゲスト出演
- 舞台「恋とか愛とか（仮）2」（2018年2月1日 - 4日、中目黒キンケロ・シアター）
- X-QUEST 2018 SPRING PERFORMANCE「義経ギャラクシー ─銀河鉄道と五条大橋の999─」（2018年3月8日 - 11日、北とぴあつつじホール） - 巴御前 役

### ゲーム
- ELCHRONICA - ベルマ 役